# Transport fluvial en France

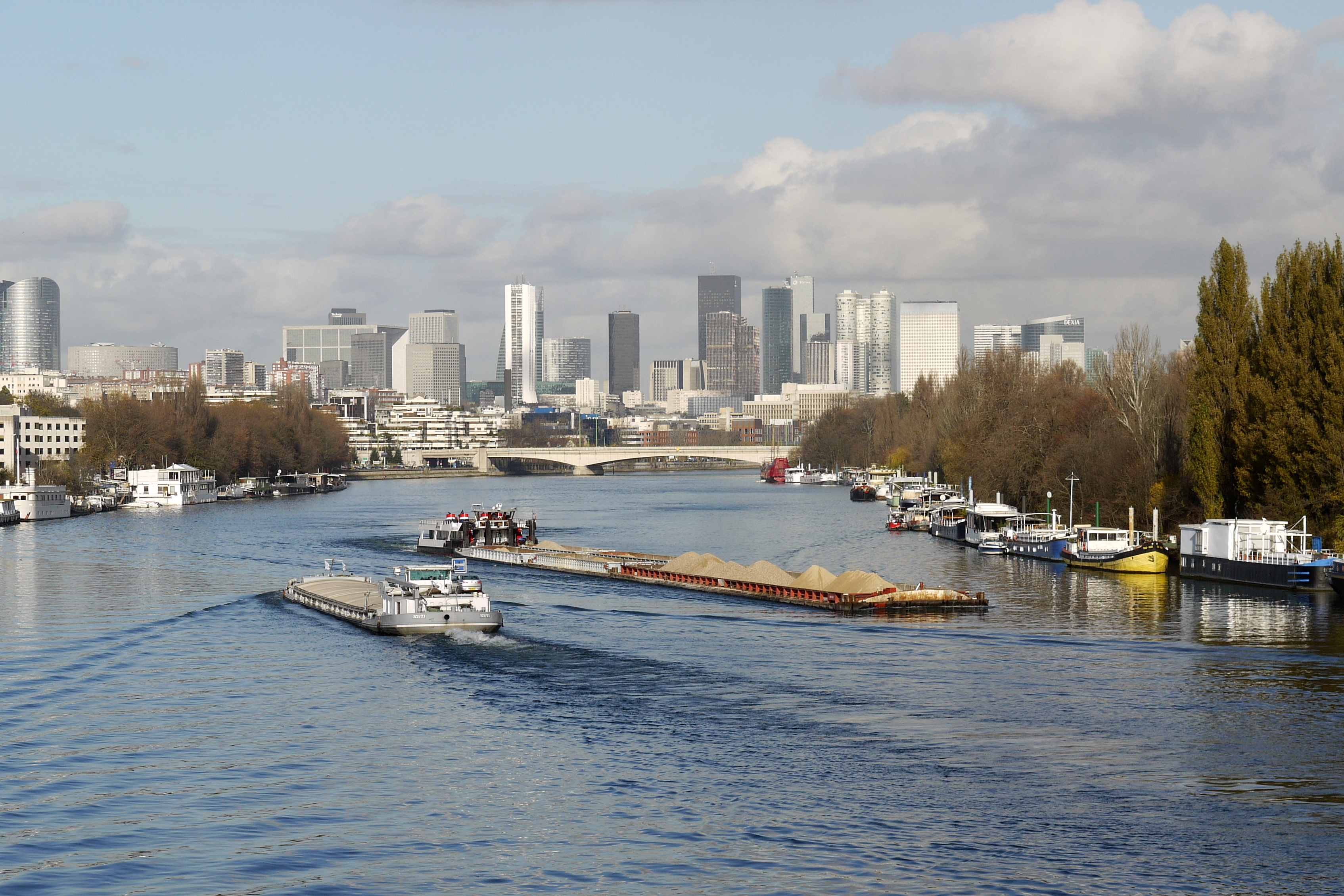
Un automoteur de grande capacité croise un convoi de barges sur la Seine près de Paris

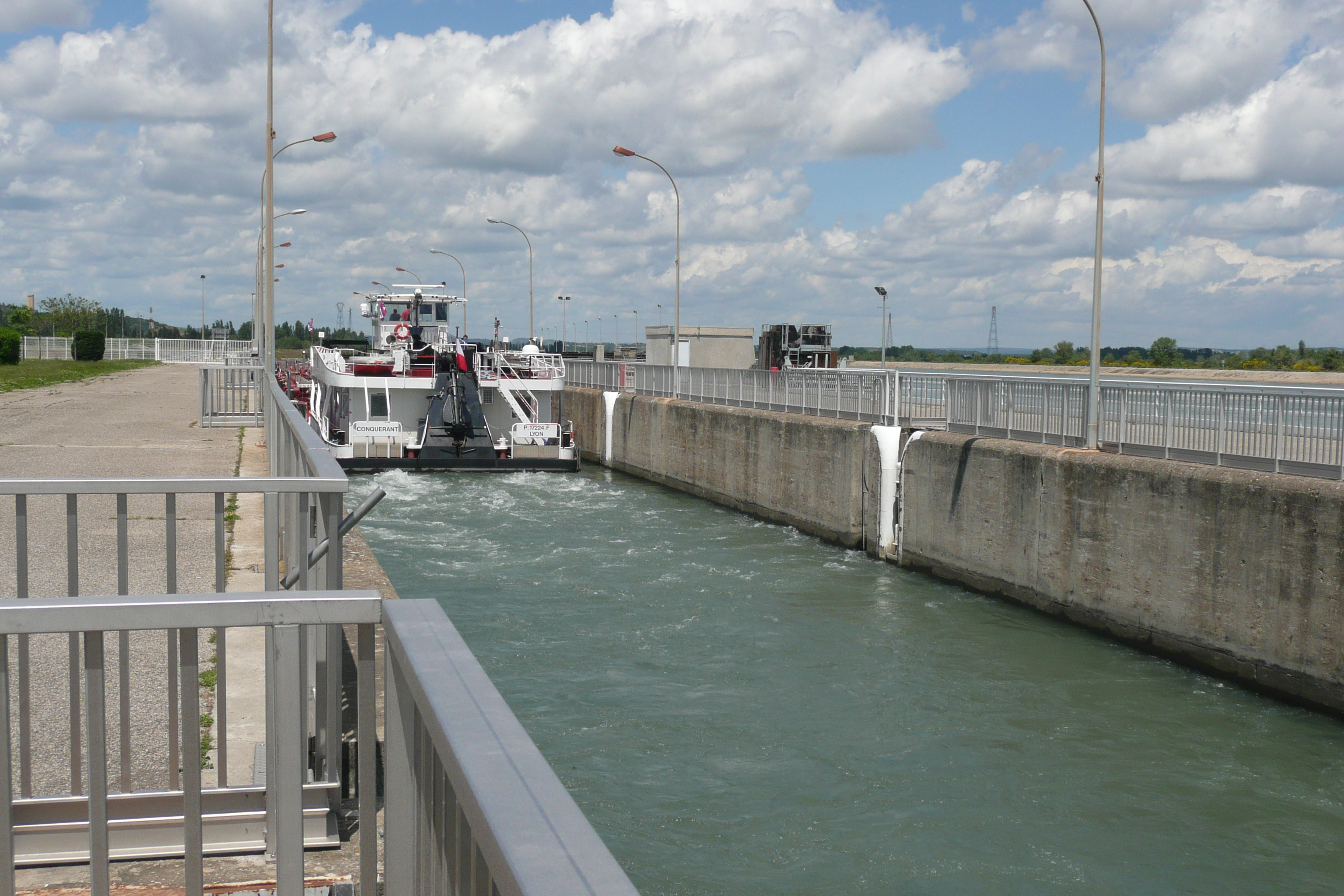
Écluse de Beaucaire sur le Rhône

Le transport fluvial en France est un mode de transport de marchandises et de passagers qui utilise le réseau de canaux et de rivières navigables situés sur le territoire national. En 2023, le transport fluvial représentait environ 2 % de l'ensemble du trafic terrestre national, soit une baisse par rapport aux années précédentes. Le réseau fluvial français s'étend sur environ 8 500 km de voies navigables, le plus long d'Europe, mais seuls 4 100 km sont affectés au trafic de marchandises, et environ 2 000 km sont adaptés par leur gabarit à une exploitation commerciale moderne.
Les principales marchandises transportées sont les matériaux de construction, les produits agroalimentaires, les produits énergétiques, les conteneurs, colis lourds et véhicules, les produits chimiques et les produits métallurgiques. Plus de 50 % de ce trafic est concentré sur le bassin de la Seine, reliant les ports de Rouen et Le Havre à l'Île-de-France et aux régions céréalières environnantes. Viennent ensuite le bassin Rhône-Saône, qui se rejoignent à Lyon, et celui du Rhin.
Le rôle du transport par voie fluviale est beaucoup plus limité que dans les pays voisins dotés d'un réseau fluvial similaire, comme l'Allemagne, la Belgique et les Pays-Bas. Plusieurs raisons peuvent être évoquées, notamment l'absence de concentrations humaines en dehors de l'Île-de-France, la faiblesse des volumes de marchandises traditionnellement pris en charge par ce mode de transport, liée notamment au déclin rapide de la production de charbon après la Seconde Guerre mondiale, au déclin de l'industrie sidérurgique et au poids du nucléaire dans la production d'énergie. Entre 2000 et 2010, le trafic fluvial a néanmoins progressé de 10 % en tonnes-kilomètres. Le trafic fluvial français est fortement handicapé par l'absence d'interconnexions entre ses bassins fluviaux. Le principal développement du réseau planifié est la construction d'une liaison à grand gabarit entre le bassin de la Seine et la Belgique, le canal Seine-Nord Europe, dont les travaux ont démarré en 2022. En février 2025, la société maître d'ouvrage a lancé la consultation pour la réalisation de l'écluse de Noyon, marquant une étape importante dans l'avancement du projet.
La présence d'un réseau de grande longueur en partie délaissé par le trafic de marchandises et traversant des régions rurales a favorisé en France l'essor de la plaisance fluviale. Ces dernières années, plusieurs expériences de dessertes fluviales régulières au sein d'agglomérations comme Paris ont été lancées.
Les quatre principaux ports intérieurs fluviaux de France sont ceux de Paris, Lyon, Strasbourg et Lille.
Les acteurs du transport fluvial dénoncent un sous-investissement chronique de l’État, notamment depuis une trentaine d'années. Le budget est à nouveau en nette baisse en 2017 et 2018. En 2023, le fret fluvial a reculé de 10 % en France, pénalisé par le ralentissement du secteur du BTP et la baisse des exportations de céréales.

## Le réseau des voies navigables
En 2010, le réseau public fluvial comprend 8 500 km de voies d’eau navigables. Celles-ci sont constituées d'une part de rivières navigables de manière naturelle ou grâce à des aménagements (dragages, barrages, écluses) d'autre part de canaux artificiels dont les plus anciens remontent au XVIIe siècle :
- 4 100 km de voies d'eau sont affectées au transport de marchandises : 2 000 km sont à grand gabarit, c'est-à-dire qu'elles permettent de faire passer des navires de plus de 1 000 t, tandis que 2 100 km sont à petit gabarit ;
- 2 600 km de voies d'eau secondaires à petit gabarit sont ouvertes au tourisme fluvial (trafic de passagers, plaisance…).

Le réseau est divisé en cinq bassins qui sont reliés entre eux par des canaux ou rivières qui ne permettent de faire passer que des navires à petit gabarit :
- le bassin de la Seine centré sur un axe à grand gabarit qui utilise le cours de la Seine et l'Oise aval et qui va du Havre à Montereau ;
- le bassin Nord-Pas-de-Calais qui regroupe un ensemble de canaux autour du canal Dunkerque-Escaut à grand gabarit ;
- le bassin Rhône Saône constitué essentiellement par ces deux fleuves dont le cours a été aménagé par la Compagnie nationale du Rhône pour produire de l'énergie électrique et permettre le passage des péniches à grand gabarit dans les années 1980 ; transport de conteneurs au Port de Lyon Édouard Herriot (PLEH), créé avec le CNR en 1935 pour les "vraquiers" ;
- le bassin de la Moselle dont la principale voie navigable emprunte ce fleuve et a été mis dans les années 1960 au grand gabarit (3 000 tonnes) depuis la frontière franco-allemande jusqu'à Neuves-Maisons dans la banlieue de Nancy ;
- le bassin Est qui comprend essentiellement la partie du Rhin située en territoire français qui voit passer un important trafic de transit mais dessert également deux ports fluviaux importants : Strasbourg et Mulhouse.

Réseau navigable français

### Le développement du réseau navigable
Les voies à petit gabarit représentent une longueur de 2 000 km, mais sont constituées par des tronçons en impasse, non reliés entre eux. Le projet Rhin-Rhône a été abandonné en juin 1997 par Dominique Voynet, Ministre de l’Aménagement du Territoire et de l’Environnement de l'époque. Il pourrait revenir d'actualité par un tracé de la Saône à la Moselle, parallèle au canal des Vosges actuel. La liaison Seine-Est a fait l'objet d'études dans les années 1990, sans suite concrète.

### Le projet Canal Seine-Nord Europe
(mars 2017).
Le projet du canal Seine-Nord Europe qui doit relier le bassin parisien au réseau fluvial du Nord et du Benelux par une voie à grand gabarit, après avoir été repoussé à plusieurs reprises, a débuté en 2022. Le canal long de 106 km, large de 54 mètres et profond de 4,5 mètres permettra le passage de convois de 4 400 tonnes. Quatre ports fluviaux doivent être construits près de Péronne, Cambrai, Noyon et Nesle. Le trafic prévu à l'horizon 2028 est de 12 à 15 millions de tonnes par an.
Le tracé du Canal Seine-Nord Europe a été divisé en 6 secteurs techniques chacun répondant à un calendrier précis. Les travaux d’infrastructure démarrés en 2022, concerne le secteur 1 (Compiègne-Passel), en 2024 et 2025 ils concernent les secteurs 2,3 et 4, écluses et Pont-Canal de la Somme. Cette phase de chantier concerne : les opérations de terrassement et le creusement du canal, la construction des ouvrages, le rétablissement des voies de circulation, la phase de remplissage.

### La gestion du réseau de voies navigables
La plus grande partie du réseau, soit 6 800 km a été confiée par l'État à VNF (Voies navigables de France), un établissement public français créé en 1991 pour gérer le réseau des voies navigables en France. Le patrimoine géré par VNF comprend 6 700 km de voies navigables dont 3 800 km de canaux et 2 900 km de fleuves), 419 barrages, 1602 écluses. Son effectif est d'environ 350 personnes répartis au siège et dans 7 Directions territoriales, auxquelles se rajoutent 4 500 agents du ministère de l'Écologie, de l'Énergie, du Développement durable et de la Mer.
Environ 1 000 km de voies navigables ont été transférées à des régions (Bourgogne, Pays de la Loire) et 700 km sont gérés directement par l'État. Certaines sections sont gérées dans le cadre de concessions par des syndicats mixtes ou par les ports maritimes comme Le Havre.
D'après un rapport remis au gouvernement en 2018, les investissements de l'’État sont trop faibles pour « redresser une situation qui se traduit déjà par une fragilisation du réseau ». Du fait de ce manque de financement, Il est question de fermer à la navigation les 20 % du réseau fluvial les moins fréquentés.

## Le transport de marchandises

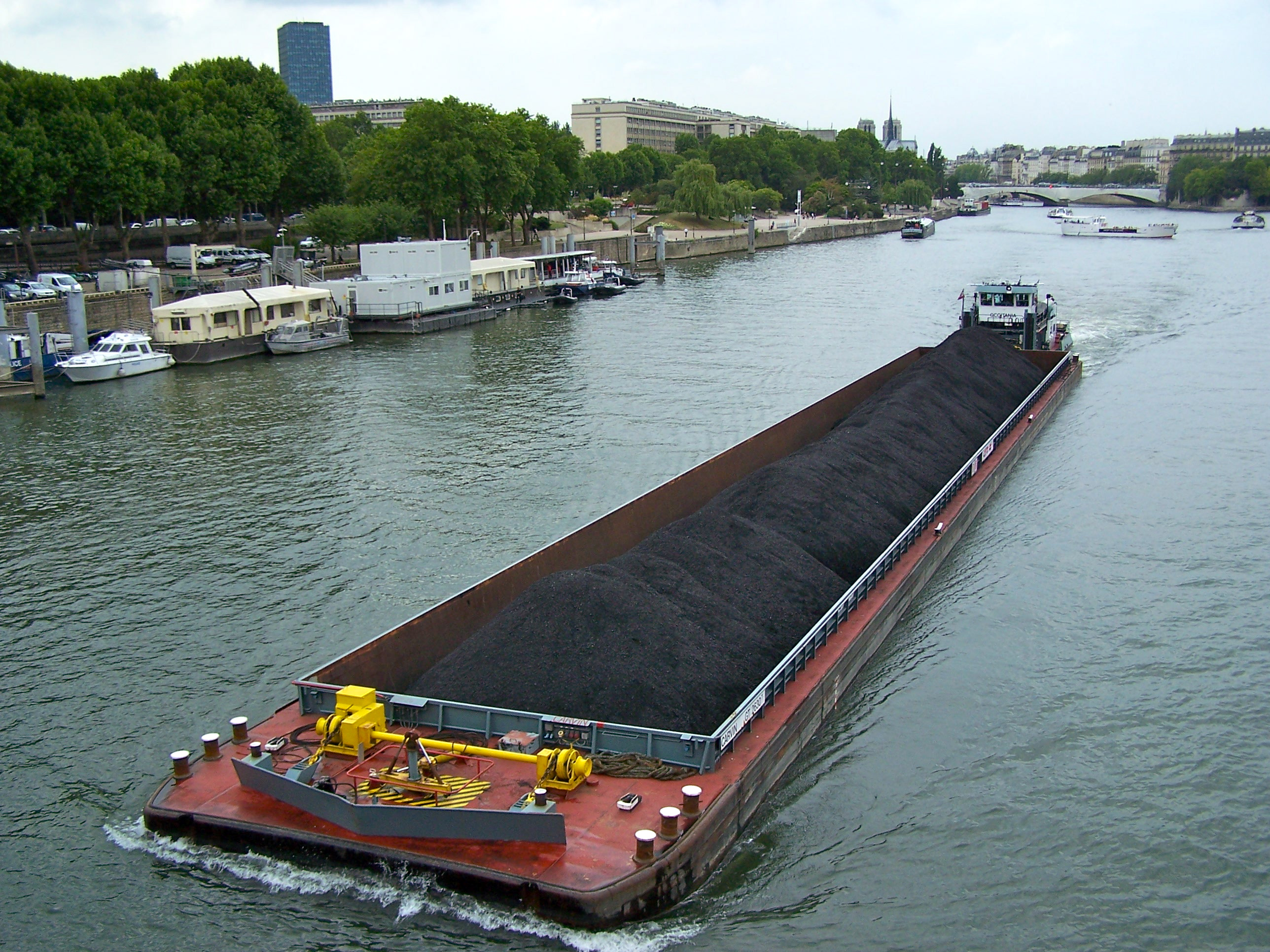
Le pousseur Occitania et sa barge chargée de charbon à destination de la centrale thermique d'Ivry en Seine en amont de Paris

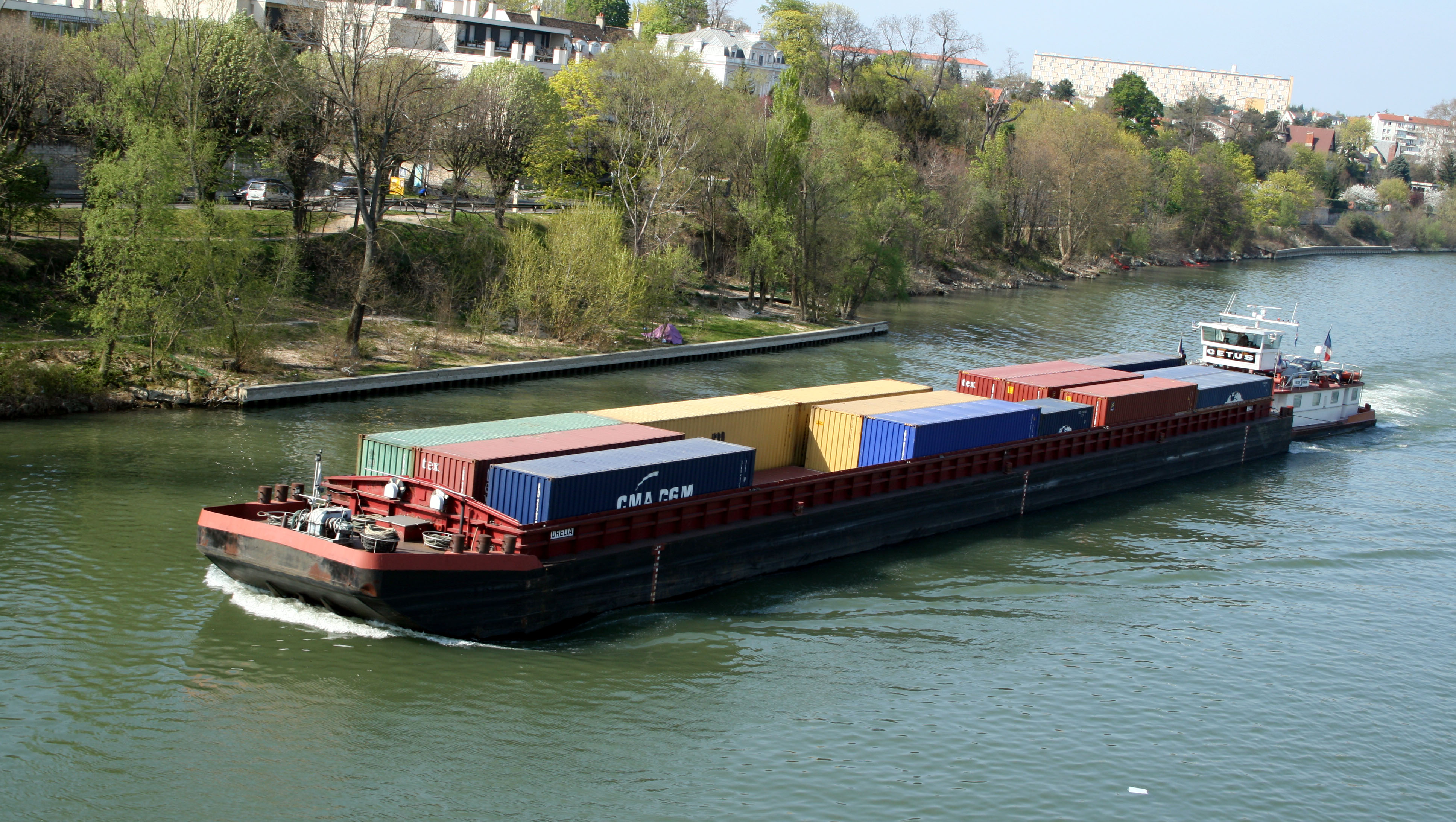
Le trafic de conteneurs est en forte croissance sur la Seine

En 2009, le secteur fluvial a transporté 56,1 millions de tonnes (hors trafic rhénan) pour 7,4 milliards de tonnes-kilomètres, soit environ 3,7 % de l'ensemble du trafic terrestre national. La décennie 2000-2009 a donc vu l'enrayement de la baisse continue du transport fluvial depuis les années 1970, notamment avec l'apparition de nouvelles filières émergentes telles que le transport fluvial de déchets.
Dans les principaux bassins de navigation, qui sont aussi ouverts sur les pays voisins, la part modale est supérieure à 15 %. La moyenne nationale est en effet peu significative car les deux-tiers des départements, situés grosso modo au Sud-Ouest d'une ligne Sète-Le Havre, ne sont pas desservis par la voie d'eau (sauf dans certains cas l'activité touristique). Le trafic a décliné après la Seconde Guerre mondiale, principalement à cause de la baisse des flux de matières pondéreuses, notamment le charbon. Ces dix dernières années le transport fluvial a progressé de 9 % en tonnes-km. Il a mieux résisté à la crise économique de 2008 (-1,1 % entre 2008 et 2009) en maintenant que le transport ferroviaire (-24 %) et routier (-18,6 %). Les voies à grands gabarit (1 020 km) assurent 80 % du trafic. La TIPP est au tarif plein.
Dans les années post-crise, le transport fluvial connaît une légère contraction avant de repartir de plus belle, progressant de 7,2 à 7,9 milliards de tonnes-kilomètres entre 2012 et 2013.
En 2020, le fret fluvial représente 3,23 du fret terrestre en France.

### La ventilation par bassin fluvial et nature de marchandise
Les principales marchandises transportées sont les matériaux de construction (sable, gravier, etc.) qui représentent 32,2 % du total en M t-km en 2009, les produits agroalimentaires dont les céréales (30,4 %), les produits énergétiques dont le charbon et le pétrole (15,1 %), les conteneurs, colis lourds et véhicules (9,8 %), les produits chimiques (6,4 %) et les produits métallurgiques (6,1 %). Plus de 50 % de ce trafic (3,9 M t-km) est concentré sur le bassin de la Seine qui met en relation deux ports importants, Rouen et Le Havre avec une zone de consommation importante, l'Île-de-France, et une région de production céréalière. Viennent ensuite le bassin Rhône-Saône et le port de Lyon (1,28 M t-k), le Rhin (1,107 M t-k), le Nord-Pas-de-Calais (0,79 M t-k) et le bassin de la Moselle (0,54 M t-k).
La navigation fluviale a produit en 2002 un chiffre d'affaires de 600 millions d'euros. Cependant si la France possède le plus long réseau de voies navigables d'Europe, elle ne l'utilise pas suffisamment notamment pour le transport des marchandises car tout le réseau n'est pas adapté au gabarit et normes européennes et parce qu'il manque des canaux de liaison entre certaines parties du réseau.
Le trafic fluvial est divisé en trois sous-secteurs :
- la navigation intérieure,
- le trafic fluvio-maritime réalisé par des navires qui circulent sur une partie du trajet en mer (300 millions de t-km soit 5 % du total)[7],
- le transit rhénan qui regroupe l'activité sur le Rhin sans arrêt dans un port français.

### Le poids du fluvial dans les modes de transport en France et en Europe
Le rôle du transport par voie fluviale est beaucoup plus faible en France que dans les pays voisins dotés d'un réseau fluvial similaire comme l'Allemagne (64 M t-km) , la Belgique (8,75 M t-km) et les Pays-Bas (45 M t-km). Plusieurs raisons structurelles expliquent la faible part du transport fluvial en France, notamment l'absence de fortes concentrations humaines en dehors de l’Île-de-France, la faiblesse des volumes pris en charge, qui sont normalement transportés  par le réseau fluvial, liée surtout au déclin rapide de la production de charbon après la Seconde Guerre mondiale et le poids de l'énergie nucléaire dans la production d'électricité. Entre 2000 et 2010, le trafic fluvial a néanmoins progressé de 10 %.

## La flotte fluviale

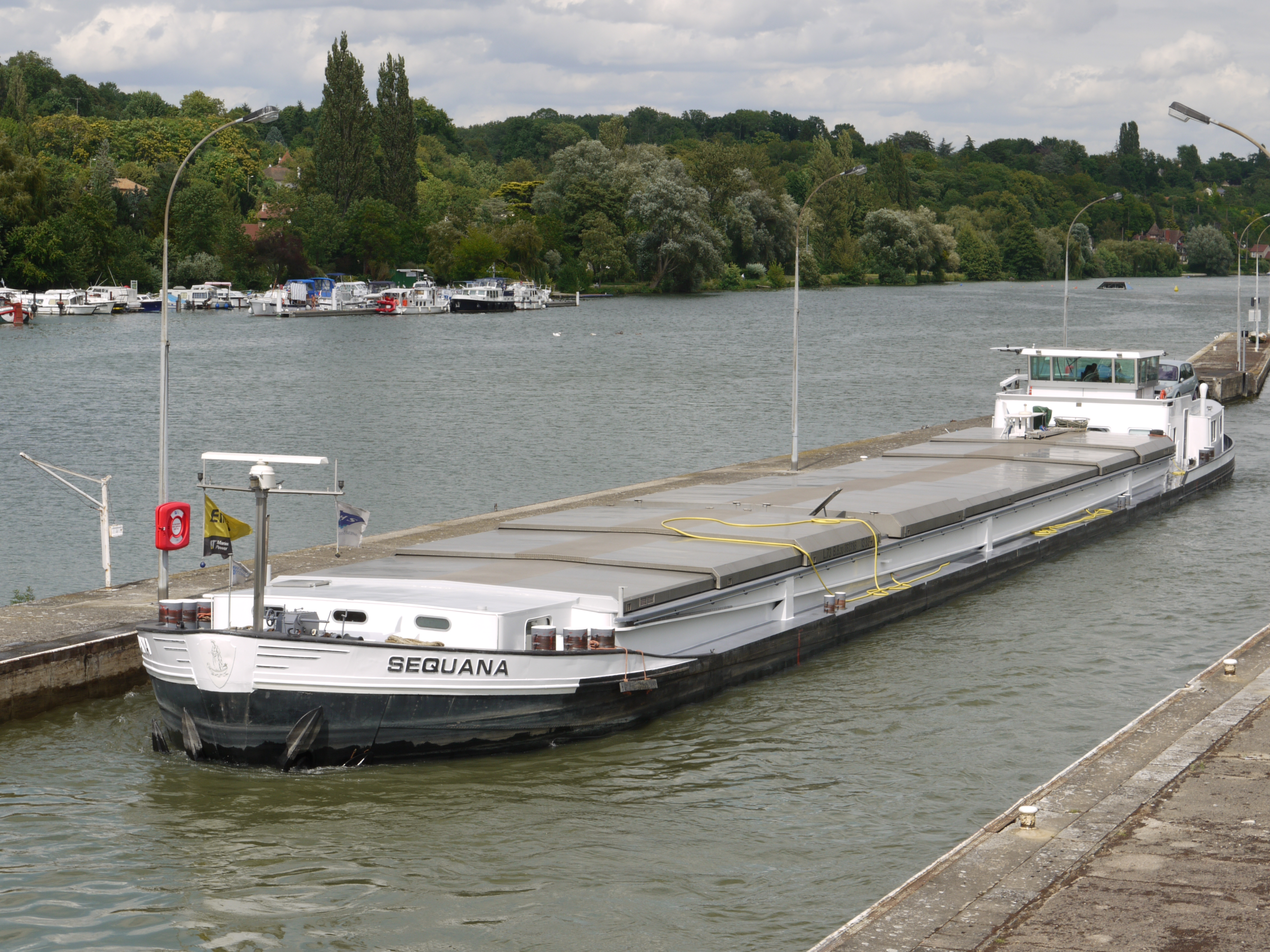
Un automoteur moderne grand gabarit dans l'écluse de la « Cave » sur la Seine

En 2009, la flotte fluviale française, qui est au 4e rang européen, comprend 1 336 unités d'une capacité de port en lourd de 1,12 million de tonnes. À titre de comparaison la flotte européenne est constituée de 9 958 unités représentant une capacité de 13,15 millions de tonnes qui ont pris en charge 154 Milliards tonnes-kilomètres. La flotte française est composée en 2009 de 861 automoteurs non spécialisés, 37 automoteurs citernes, 392 barges non spécialisées et 46 barges citernes.
La flotte d'automoteurs citernes doit progressivement se moderniser et adopter des bateaux à double coque, mais le surcoût est important. La flotte rhénane est en pointe de ce point de vue.
Le développement de la voie Rhin-Danube pousse à la construction de bateaux de conception moderne : « Le Pascat » (partial air-cushion, avec support catamaran) pourra aller à 37 km/h ; ainsi la ville de Passau n'est plus qu'à 3 jours de navigation de Constanța, au lieu de 7. Le tirant d'eau des « Pascats » est faible (de 1,5 m à 2,5 m), ce qui permet de naviguer même par basses eaux. Sa capacité lo-lo est de 240 EVP.
La coopération avec le Chemin de fer est de mise pour les Ports de Paris, pour les granulats surtout. En effet, le manque de granulats de rivière pour la construction est important, il faut donc acheminer des granulats de Picardie, du Nord et des Ardennes. En gros, l'extraction en Ile-de-France serai de 8 M de tonnes, et l'importation de l'ordre de 10 M de tonnes.

## Le tourisme fluvial

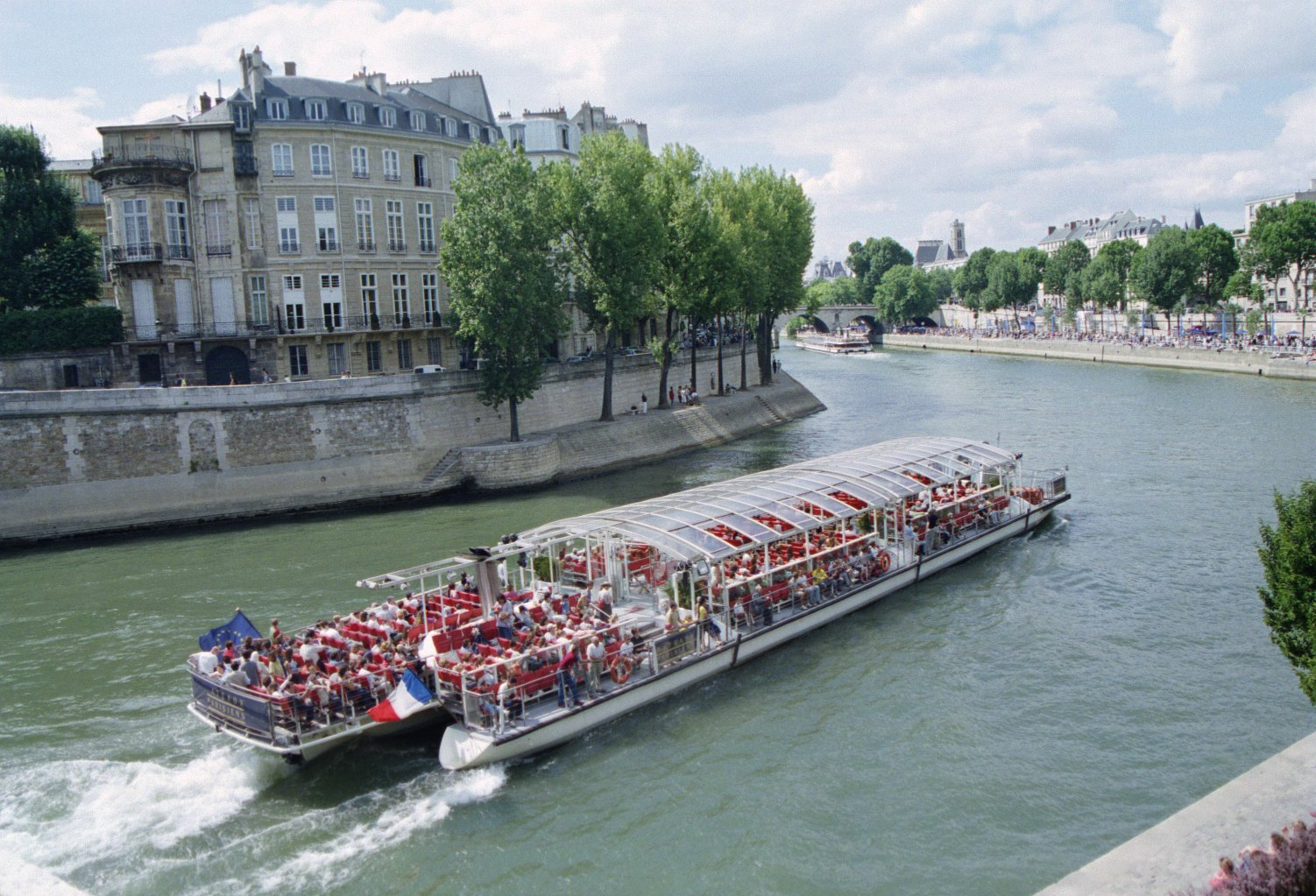
Bateau-promenade parisien

Le réseau français des voies navigables par son étendue et par la variété des paysages qu'il traverse est particulièrement adapté au tourisme fluvial. Il a été emprunté par 300 bateaux-bus, 1 000 coches de plaisance et 50 000 bateaux de plaisance. Au total 8,5 millions de personnes ont effectué une croisière fluviale, plus ou moins longue[Quand ?]. La France ne compte que très peu de véritables unités de luxe pour la navigation fluviale alors que la demande est très forte. En 2008, on distingue plusieurs natures d'activités :
- La location de coches de plaisances par des particuliers qui utilisent ce mode de déplacement pour effectuer du tourisme dans une région : la flotte comporte 1 853 coches affrétés depuis 129 bases qui ont été utilisés par 158 000 passagers. À cette catégorie s'ajoutent des particuliers propriétaires de leurs bateaux qui utilisent les voies navigables soit pour visiter la région soit pour transiter entre deux bassins maritimes ;
- Les bateaux promenades offrent des excursions à la journée avec ou sans restauration. La flotte qui comprend 378 unités, dont 110 en Île-de-France, 34 dans la région Centre-Val de Loire et 33 en Languedoc-Roussillon, a transporté 10,7 millions de passagers dont 7,7 millions en Île-de-France ;
- Les péniches hôtels (moins de 50 lits, 88 unités) et les paquebots fluviaux (26 unités plus de 50 lits) proposent des excursions de plusieurs jours. Le nombre de passagers transportés en 2008 a été de 21 200 pour les péniches hôtels et de 154 000 pour les paquebots fluviaux.
- Les Croisières Fluvio-Maritimes  sur la Saône (Châlons) puis, à Lyon, sur le Rhône.

## Le transport de voyageurs en agglomération
Il existe ou a existé plusieurs lignes fluviales de transport de voyageurs en agglomération :
Services encore en activité :
| Nom       | Ville    | Année de mise en service |
| --------- | -------- | ------------------------ |
| Majest'in | Calais   | 2013                     |
| Navibus   | Nantes   | 2005                     |
| Vaporetto | Lyon     | 2012                     |
| BatCub    | Bordeaux | 2013                     |

Autres Services :
- Voguéo à Paris (2008-2011) ;
- Angers (tous les étés) ;
- La Rochelle ; (traversée du chenal d'accès au port, au quai Duperré).
- Lorient (desserte de la rade de Lorient) ;
- Toulon.

Cependant, la majorité des projets[réf. nécessaire] ont été abandonnés au bout de quelques années principalement à cause de la faiblesse de leur fréquentation. D'autres raisons sont évoquées comme les « difficultés juridiques » (pour le service Voguéo selon le préfet de Paris).

## Historique
L'histoire des péages de la Garonne et de ses affluents au Moyen-Âge a été étudiée par le professeur Charles Higounet.
Un état publié en 1864 dénombre 86 canaux terminés ou en construction, représentant une longueur de 4 900 km .

## Le fichier de la batellerie
Le régime de Vichy a créé, en 1942, un Fichier de la batellerie, destiné au suivi des mariniers. Ce fichier manuel n'a jamais été rendu public. Comptant 52 000 fiches, il est aujourd’hui détenu, au titre des archives, par le STRJD (Service technique de recherches judiciaires et de documentation) à Rosny-sous-Bois (Seine-Saint-Denis). Devenu obsolète en raison de son mode d’alimentation et de fonctionnement, il fait l'objet d'une procédure d'épurement depuis 1974. Néanmoins, il est conservé en l'attente de sa transformation en fichier informatique.

## Environnement
Le transport fluvial émet quatre fois moins de CO2 par quantité transportée que la route.

## Galerie

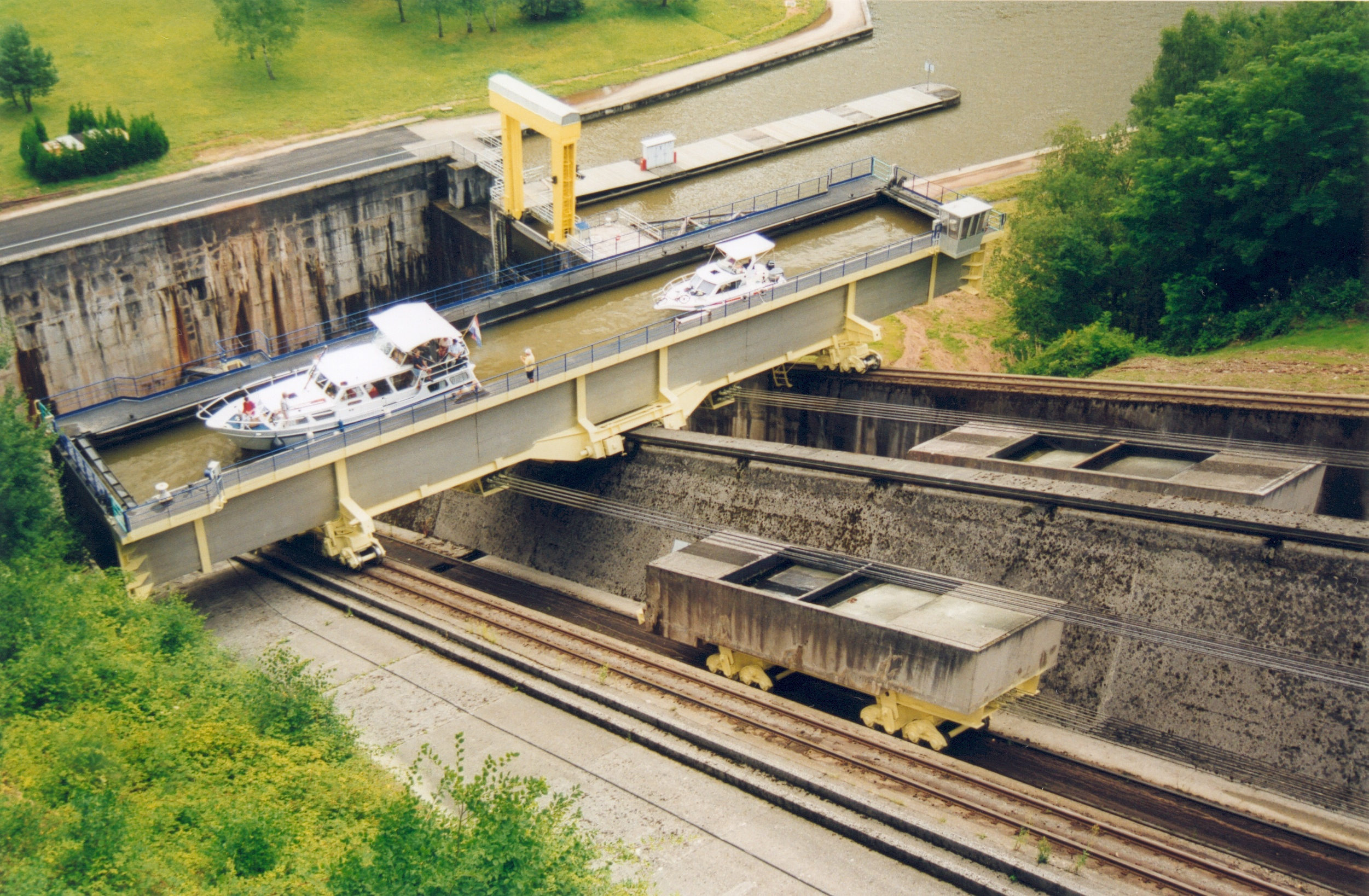
Plan incliné de Saint-Louis-Arzviller.
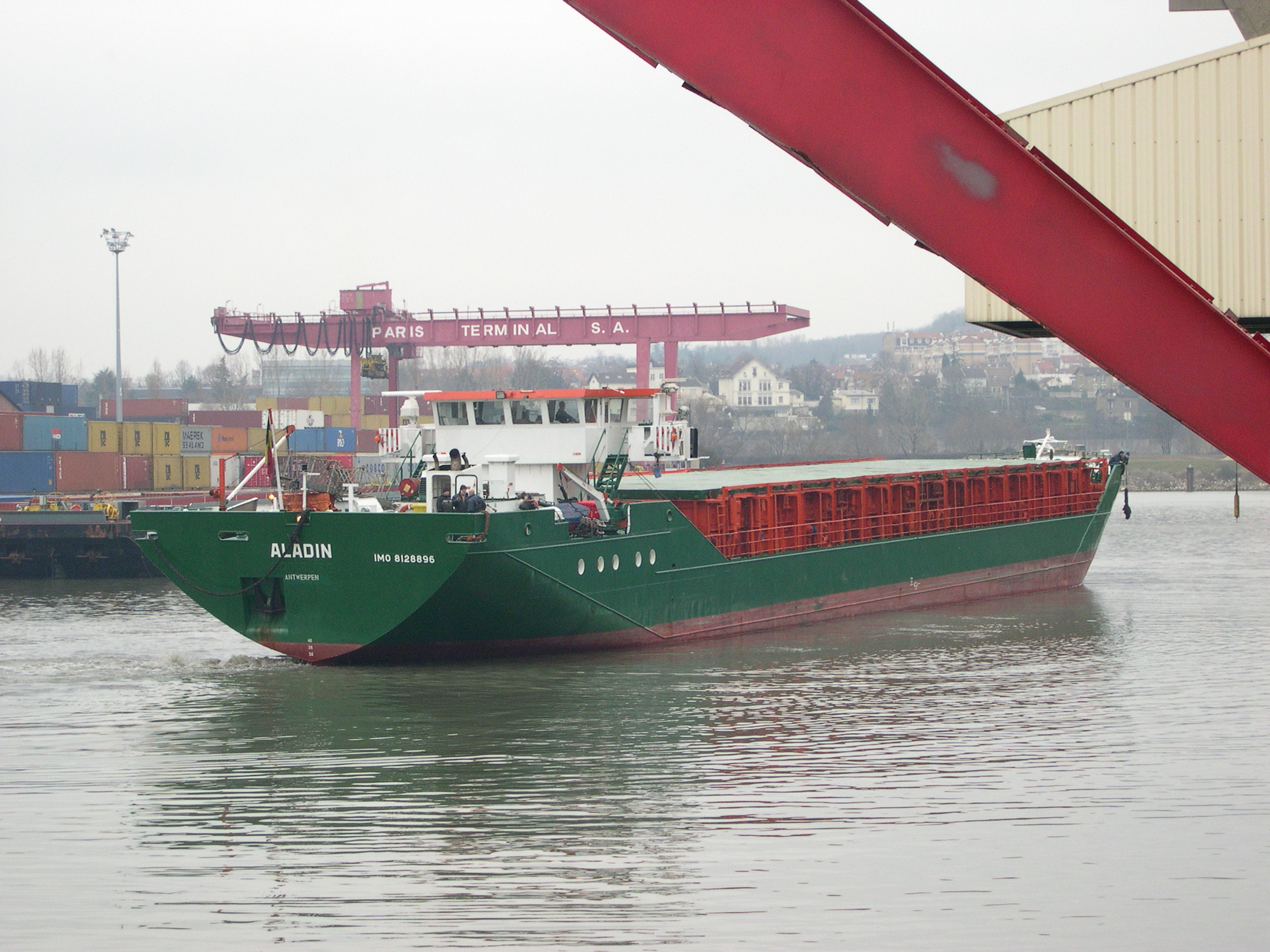
Péniche fluvio-maritime dans le port de Gennevilliers sur la Seine.
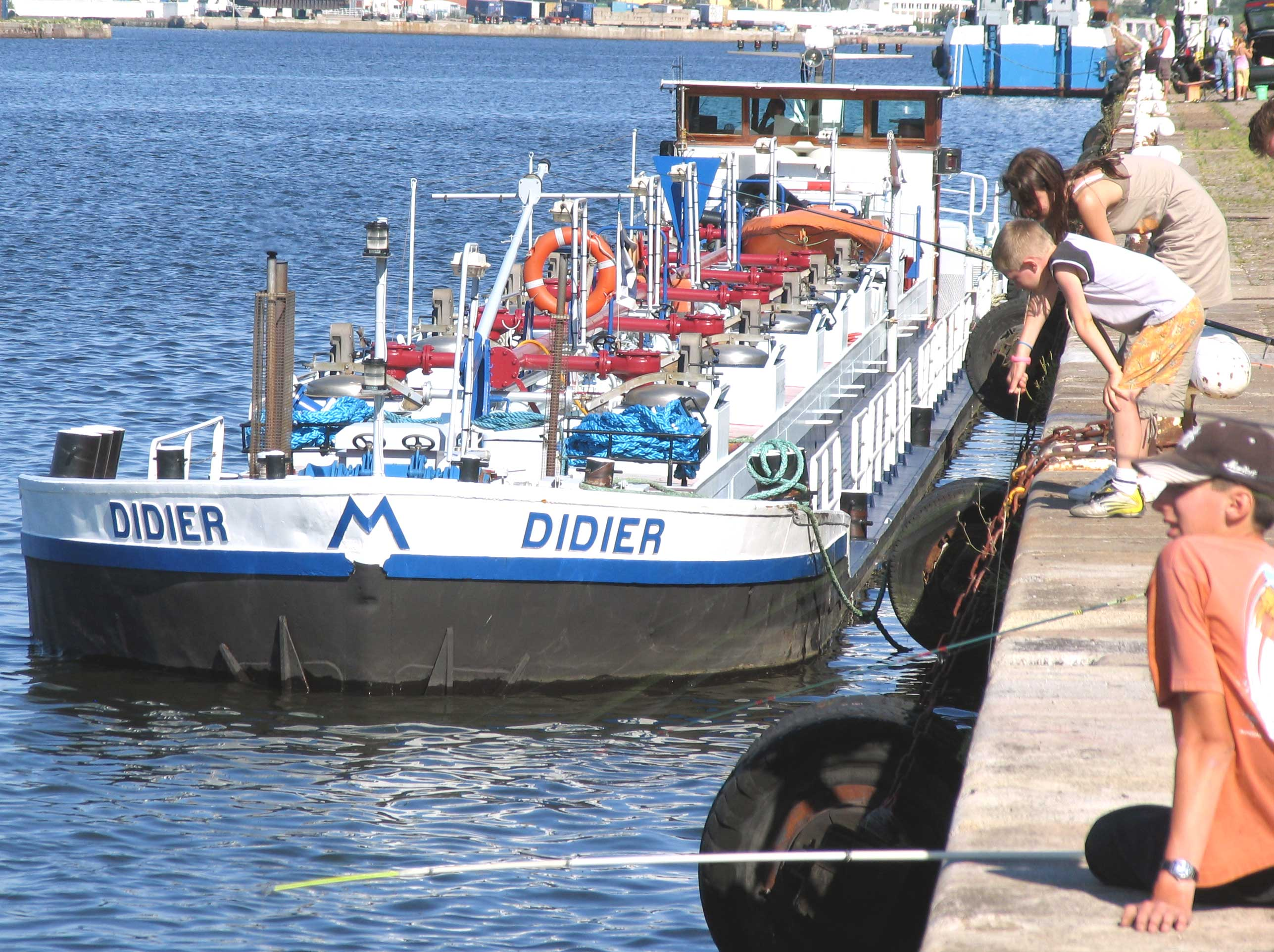
Automoteur dans le port du Havre.
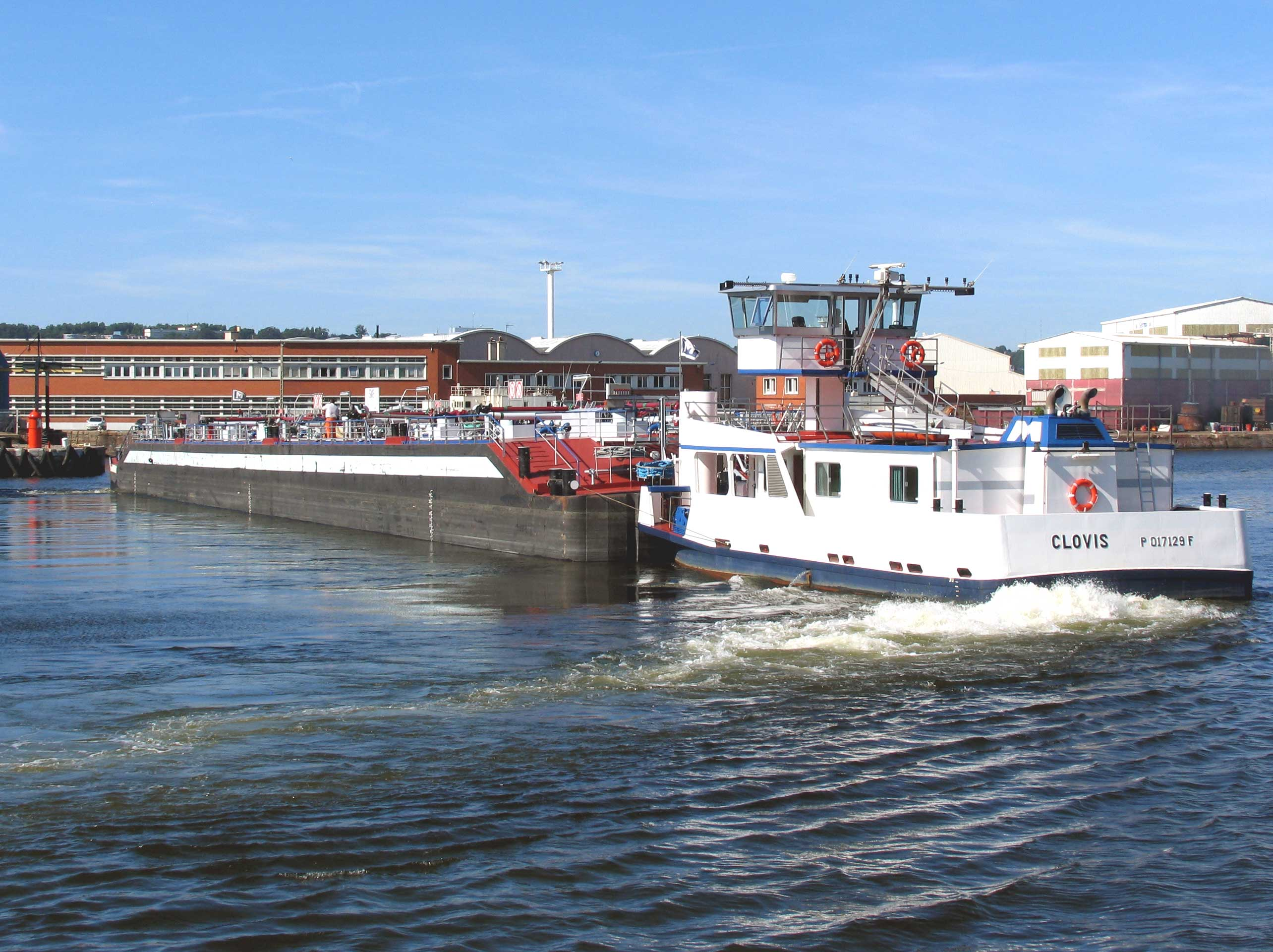
Pousseur Clovis de 1000 cv (armement Mahieu) dans le port du Havre.